# Barış Yardımcı
Barış Yardımcı (* 14. August 1992 in Malazgirt) ist ein türkischer Fußballspieler, der vereinslos ist.

## Karriere

### Verein
Yardımcı begann mit dem Vereinsfußball in der Nachwuchsabteilung von Dudullu SK und durchlief später die Nachwuchsabteilungen von Kartalspor, Fenerbahçe Istanbul und Kasımpaşa Istanbul. 2011 erhielt er bei Hatayspor einen Profivertrag und spielte für diesen Verein in der ersten Saison 14 Spiele in der TFF 3. Lig. In der Saison 2012/13 steigerte sich die Zahl seiner Einsätze auf 27. Mit diesem Klub beendete er die Saison als Meister der Liga und stieg in die TFF 2. Lig auf. Trotz dieses Erfolges verlieh ihn sein Verein für die kommende Saison an den Viertligisten Menemen Belediyespor. Im Sommer 2013 kehrte Yardımcı zu Hatayspor zurück und wurde für die anstehende Saison im Kader behalten. Während dieser Saison setzte er sich als unumstrittener Stammspieler durch. Mit diesem Verein schaffte er es bis in das Playoff-Finale der TFF 2. Lig, scheiterte im Finale an Alanyaspor und verpasste so den Aufstieg in die TFF 1. Lig.
Im Sommer 2014 verpflichtete ihn der südtürkische Erstligist Gaziantepspor. Für diesen Verein spielte er die nächsten drei Spielzeiten als Stammspieler und verließ ihn im Sommer 2017 nach verfehlten Klassenerhalt in Richtung Ligarivalen Bursaspor. Mit Bursaspors verfehltem Klassenerhalt zum Sommer 2019 wechselte er zur neuen Saison zum Erstligisten Sivasspor. Nach nur 13 Einsätzen in zwei Jahren wechselte er zu Konyaspor. Nach dem Auslaufen seines Zweijahres-Vertrages ging es für ihn in die zweite türkische Liga zu A. Keciörengücü. Seit 2023 ist er vereinslos.

### Nationalmannschaft
Nach seinem Wechsel in die Nachwuchsabteilung von Fenerbahçe Istanbul fiel er den Verantwortlichen der türkischen Juniorennationalmannschaft auf. Diese nominierten Yardımcı für die türkische U-15-Nationalmannschaft. Anschließend durchlief er noch die türkische U-16- und U-17-Nationalmannschaft.  Am 9. November 2017 gab Yardımcı gegen Rumänien sein Debüt für die Türkei.

## Erfolge
Mit Hatayspor
- Meister der TFF 3. Lig und Aufstieg in die TFF 2. Lig: 2011/12

Mit der türkischen U-17-Nationalmannschaft
- Halbfinalist der U-17-Fußball-Europameisterschaft 2008